# Ruta Estatal de Nevada 375
La ruta 375 del estado de Nevada (ahora también conocida oficialmente como la Carretera Extraterrestre[cita requerida]) es una carretera de dos sentidos situada en el centro-sur de Nevada, Estados Unidos. La carretera tiene 98 millas (157,682 km) de largo que van desde Warm Springs en la ruta US 6 hasta Crystal Springs  en la ruta 318 del estado de Nevada. La carretera está situada en el extremo este de la Base de la Fuerza Aérea Nellis y fue nombrada oficialmente el 18 de abril de 1996.

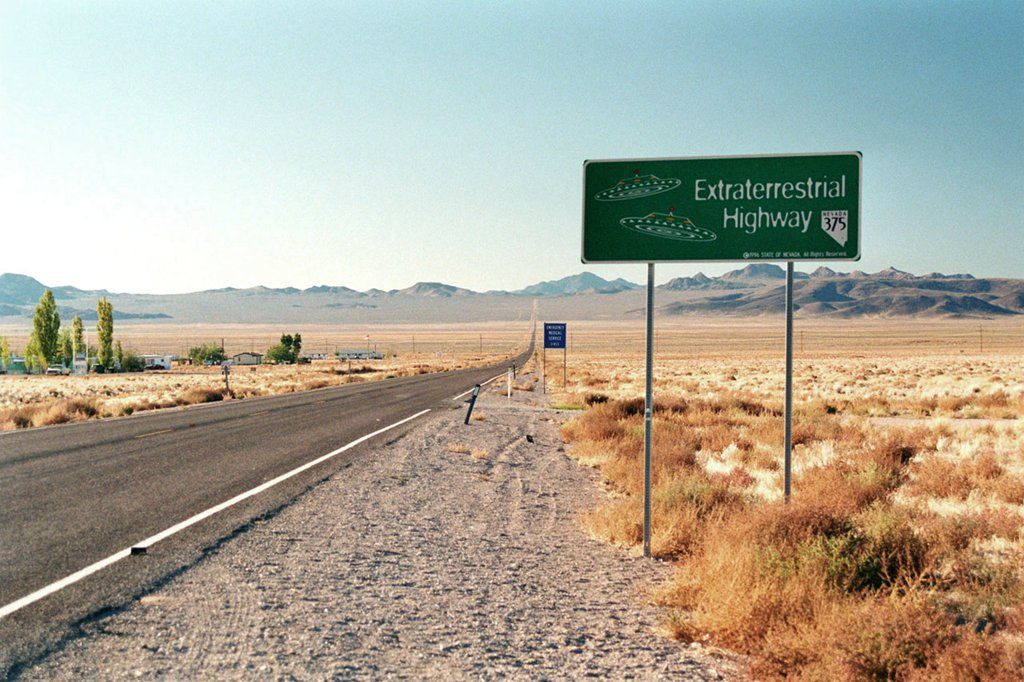
Letrero de la Carretera Extraterrestre (Extraterrestrial Highway).

El nombre Carretera Extraterrestre alude a la base del gobierno de alto secreto (pero muy destacada en la cultura popular) Área 51, situada cerca. Muchas observaciones de OVNIs han sido reportadas por viajeros que transitaban por esta carretera a lo largo de los años. La ciudad de Rachel está localizada en la Carretera Extraterrestre; en este pueblo hay varios grupos de investigación de OVNIs, el famoso restaurante "Little A'Le'Inn" y varias tiendas. Rachel recibe muchos turistas a lo largo de todo el año que se interesan en visitar el Área 51 y sus alrededores. Sin embargo, sólo "un promedio de aproximadamente 200 coches conducen por alguna parte de la Carretera Extraterrestre cada día, haciéndola una de las rutas menos transitadas del estado."